# 马泉营车辆段
40°2′1.46″N 116°28′40.82″E / 40.0337389°N 116.4780056°E

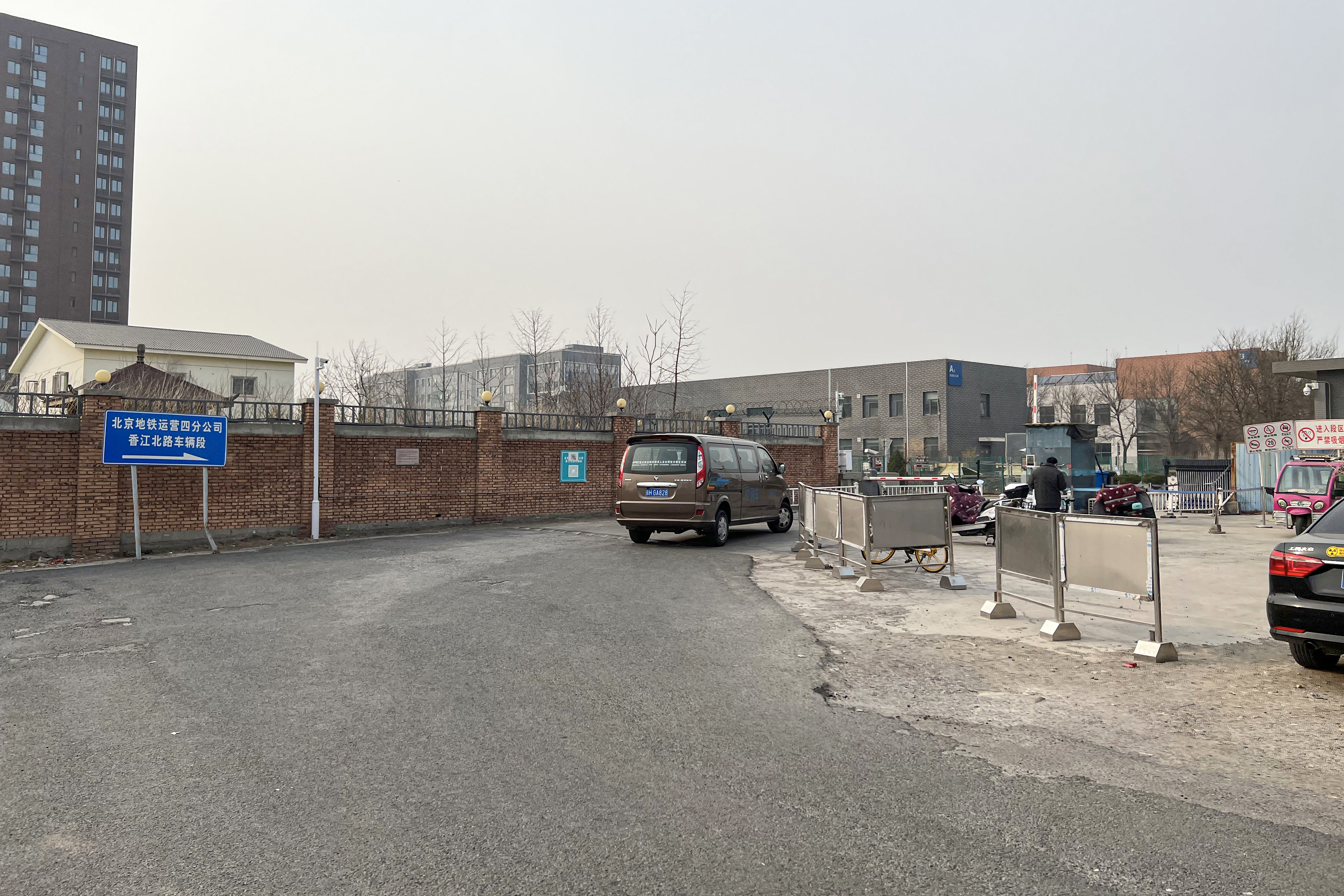
15号线香江北路车辆段入口

马泉营车辆段（15号线部分又称香江北路车辆段）位于北京市朝阳区崔各庄乡，是北京地铁 █ 14号线和 █ 15号线共用的车辆段，並设有14号线与15号线之间联络线，服务于两条线路的列车停放、维护、保养和检修等工作。马泉营车辆段占地26.5万平方米，建筑面积12.19万平方米，于2010年8月15日竣工投入使用，它服务的15号线于2010年12月30日通车运营。